# Spichlerz Turek
Spichlerz Turek – spichlerz na Wyspie Spichrzów w Gdańsku przy ul. Motławskiej. Zniszczony w czasie II wojny światowej.
Powstał w XVII wieku. Początkowo nazywany był Basztą prawdopodobnie z racji na swoją wysokość. Od 1709 roku nazywany Turkiem lub rzadziej Turkiem przy Małym Żurawiu. W połowie XVIII wieku był własnością Henryka Wilhelma Rosenberga, tajnego radcy dworu polskiego. Spichlerz uległ zniszczeniu w trakcie wojen napoleońskich. W 1821 został odbudowany z zachowaniem pierwotnej ściany północnej. Mimo zniszczeń wojennych najstarsza ściana zachowała się. Ruiny spichlerza od 1972 roku figurują w rejestrze zabytków.